# 水口町南林口
水口町南林口（みなくちちょうみなみはやしぐち）は、滋賀県甲賀市にある地名。

## 地理
甲賀市水口町のほぼ中央に位置し、東・北は水口町中邸、南は水口町水口、西は水口町宇田に接する。東西に滋賀県道535号泉水口線が通る。

## 歴史
中世は伊勢神宮領の柏木御厨に含まれた。地名は1569年の山中文書に「柏木郷林口村」としてみえる。戦国期は山中氏の支配下にあったと考えられる。1585年の甲賀ゆれと水口岡山城築城によりその支配下に入り、1600年から幕府領となり、1682年に水口藩領となる。

## 世帯数と人口
2019年（令和元年）9月30日現在の世帯数と人口は以下の通りである。
| 町丁         | 世帯数  | 人口  |
| ------------ | ------- | ----- |
| 水口町南林口 | 115世帯 | 263人 |

## 学区
市立小・中学校に通う場合、学区は以下の通りとなる。
| 番・番地等 | 小学校             | 中学校             |
| ---------- | ------------------ | ------------------ |
| 全域       | 甲賀市立綾野小学校 | 甲賀市立水口中学校 |

## 交通
- 滋賀県道535号泉水口線

## 施設
- 中邸公園

## その他

### 日本郵便
- 郵便番号 : 528-0029[3]（集配局：水口郵便局[7]）